# Toshiko Higashikuni
Toshiko Higashikuni, (in giapponese: 東久邇聡子 Higashikuni Toshiko), nata Toshiko, Principessa Yasu (in giapponese: 泰宮聡子内親王 Yasu-no-miya Toshiko Naishinnō) (Tokyo, 11 maggio 1896 – Tokyo, 5 marzo 1978), è stata una principessa giapponese, figlia dell'Imperatore Meiji e della sua concubina Sono Sachiko.

## Biografia
Toshiko nacque a Tokyo l'11 maggio 1896, figlia dell'Imperatore Meiji e della sua concubina Sono Sachiko. Il suo appellativo nell'infanzia fu Principessa Yasu (Yasu no Miya).
Il 18 maggio 1915, sposò Naruhiko Higashikuni. L'imperatore Meiji concesse al principe Naruhiko il titolo Higashikuni-no-Miya e il permesso di iniziare un nuovo ramo della famiglia imperiale, prima del loro matrimonio, il 3 novembre 1906. La coppia ebbe quattro figli:
- Principe Morihiro Higashikuni (盛厚王 Morohiro Ō, 6 maggio 1916 - 1º febbraio 1969); sposò la principessa Shigeko, figlia maggiore dell'imperatore Hirohito e dell'imperatrice Kōjun;
- Principe Moromasa (師正王 Moromasa Ō, 1917 - 1º settembre 1923); morto nel grande terremoto del Kantō.
- Principe Akitsune (彰常王 Akitsune Ō, 13 maggio 1920 - 30 agosto 2006); rinunciò al titolo imperiale e fu creato Marchese Awata Akitsune nel 1940;
- Principe Toshihiko (俊彦王 Toshihiko Ō, 24 marzo 1929 - 15 aprile 2015); rinunciò al titolo imperiale e fu creato conte Tarama Toshihiko nel 1943; nel 1950 si trasferì a Lins in Brasile.

Nell'ottobre del 1947, gli Higashikuni e gli altri rami cadetti della famiglia imperiale giapponese persero i loro titoli e privilegi durante l'occupazione americana del Giappone e divennero gente comune. Morì il 5 marzo 1978 all'età di 81 anni, ultima figlia superstite dell'imperatore Meiji.